# Cordia balanocarpa
Cordia balanocarpa là loài thực vật có hoa trong họ Mồ hôi. Loài này được Brenan mô tả khoa học đầu tiên năm 1949.